# Tiên mao

Cấu trúc tiên mao vi khuẩn

Tiên mao hay sợi/ lông roi là một mao phụ siêu nhỏ có cấu trúc sợi mảnh nhô ra từ thân tế bào của một số tế bào sinh vật nhân sơ (prokaryote) và sinh vật nhân thực (eukaryote). Flagellum trong tiếng Latin có nghĩa là tiên mao. Phần lớn tiên mao có vai trò chính là vận động giúp bơi lội, nhưng nó cũng thường có chức năng như một bào quan cảm giác, nhạy cảm với hóa chất và nhiệt độ bên ngoài tế bào..
Tiên mao là bào quan được xác định bởi chức năng hơn là cấu trúc. Có sự khác biệt lớn giữa các loại khác nhau của các tiên mao. Tiên mao sinh vật nhân sơ và nhân chuẩn có khác biệt lớn trong thành phần protein, cấu trúc và cơ chế của động cơ đẩy. Tuy nhiên, cả hai đều được sử dụng cho việc bơi lội là chính.
Tiên mao nằm ở bên ngoài cơ thể
Tiên mao (Lông roi, flagella) không phải có mặt ở mọi vi khuẩn, chúng quyết định khả năng và phương thức di động của vi khuẩn. Tiên mao là những sợi lông dài, dưới kính hiển vi quang học chỉ có thể thấy rõ khi nhuộm theo phương pháp riêng. Dưới kính hiển vi điện tử có thể thấy rất rõ cấu trúc của từng sợi tiên mao. Để xác định xem vi khuẩn có tiên mao hay không còn có cách thử gián tiếp nhằm biết khả năng di động của chúng. Cấy bằng que cấy nhọn đầu vào môi trường thạch đứng  chứa 0.4% thạch (agar-agar), còn gọi là môi trường thạch mềm. Nếu thấy vết cấy lan nhanh ra xung quanh thì chứng tỏ là vi khuẩn có tiên mao, có khả năng di động.
Tiên mao có thể gốc (basal body), gồm 1 trụ nhỏ được gắn với 4 đĩa tròn (vi khuẩn G -) có dạng vòng nhẫn (ring), ký hiệu là các vòng L,P,S và M. Vòng L nằm ngoài cùng, tương ứng với lớp liposaccarid của màng ngoài; vòng P tương ứng với lớp peptidoglycan, vòng S tương ứng với lớp không gian chu chất; vòng M nằm ở trong cùng. Vi khuẩn G+ chỉ có 2 vòng: 1 vòng nằm ngoài tương ứng với thành tế bào và 1 vòng trong tương ứng với màng sinh chất. Xuyên giữa các vòng là 1 trụ nhỏ (rod) có đường kính 7 nm. Bao bọc tiên mao ở phần phía ngoài là một bao ngắn có  hình móc (hook). Sợi tiên mao (filament) dài khoảng 10-20μm và có đường kính khoảng 13-20 nm. Đường kính của bao hình móc là 17 nm. Khoảng cách giữa vòng S và vòng M là 3mm, giữa vòng P và vòng L là 9 nm, giữa vòng P và vòng S là 12 nm. Đường kính của các vòng là 22 nm, đường kính các lỗ ở các vòng là 10 nm. Khoảng cách từ mặt ngoài của vòng L đến mặt trong của vòng M là 27 nm. Sợi tiên mao cấu tạo bởi loại protein có tên là flagellin, có trọng lượng phân tử là 30 000-60 000. Một số vi khuẩn có bao lông (sheath) bao bọc suốt chiều dài sợi, như ở trường hợp chi Bdellovibrio hay vi khuẩn tả Vibrio cholera.
Các loại tiên mao ở vi khuẩn
Kiểu sắp xếp tiên mao liên quan đến hình thức di động của vi khuẩn. Tiên mao mọc ở cực giúp  vi khuẩn di động theo kiẻu tiến- lùi. Chúng đảo ngược hướng bằng cách đảo ngược hướng quay của tiên mao. Vi khuẩn chu mao di động theo hướng nào thì các tiên mao chuyển động theo hướng ngược lại. Khi tiên mao không tụ lại về một hướng thì vi khuẩn chuyển động theo kiểu nhào lộn. Tốc độ di chuyển của vi khuẩn có tiên mao thường vào khoảng 20-80 µm/giây, nghĩa là trong 1 giây chuyển động được một khoảng cách lớn hơn gấp 20-80 lần so với chiều dài của cơ thể chúng.
Các chi vi khuẩn thường có tiên mao là Vibrio, Spirillum, Pseudomonas, Escherichia, Shigella, Salmonella, Proteus... Ở các chi Clostridium, Bacterium,Bacillus,...có loài có tiên mao có loài không. Ở cầu khuẩn chỉ có 1 chi (Planococcus) là có tiên mao
Xoắn thể có một dạng tiên mao đặc biệt gọi là tiên mao chu chất (periplasmic flagella), hay còn gọi là sợi trục (axial fibrils), xuất phát từ cực tế bào và quấn quang cơ thể. Chúng giúp xoắn thể chuyển động được nhờ sự uốn vặn tế  bào theo kiểu vặn nút chai.

## Các loại
Cấu trúc gốc tiên mao đặc biệt hai loại vi khuẩn Gram âm (-) và Gram dương (+). Cấu trúc gốc tiên mao 2 vòng ổ đĩa gốc ở Gram dương (+), và 4 vòng ổ đĩa gốc ở Gram âm (-).